# RGB цветови модел
RGB (произнася се „ар джи би“) е абревиатура от Red (червено), Green (зелено), Blue (синьо) и е адитивен цветови модел (абстрактен модел за количествено определяне на цветовете), приложим в компютърните среди и в технологията на цветната телевизия. При него цветовете червено, зелено и синьо се съчетават по различни начини, за да се получат други цветове. В българския език може да се срещне и като ЧЗС. Възможни са 256 стойности за всеки от трите основни цвята.
RGBA представлява RGB цветови модел, но като компонент е добавена прозрачност (Alpha).
RGB може да се представи схематично под формата на куб:

## Изобразяване на цветовете на монитори
Първите персонални компютри от края на 70-те и началото на 80-те години на 20 век, като Apple II, Atari или Commodore, са монохромни и не използват RGB, а FBAS. IBM първа въвежда цветна видеокарта Color Graphics Adapter (CGA) в своя IBM PC (1981), но се предполага потребителят да използва външен цветен монитор. Компанията започва да предлага цветни монитори от 1983 г. През 1984 се появява подобрената версия Enhanced Graphics Adapter (EGA) – 16-цветна схема (4-битова схема, по един бит за червено, зелено, синьо и интензитет, 24 = 16). Първият производител на по-съвършена графична карта за PC (TARGA) е Truevision през 1987 г. С идването на стандарта Video Graphics Array (VGA) RGB става популярен, като адапторът подава към монитора аналогов сигнал. По-нататъшното усъвършенстване води до Super VGA и вече позволява богат набор цветове, близки до естествените (TrueColor). Колкото по-дълбок е цветът (на английски: color depth), толкова по-голям набор от цветове, оттенъци и наситеност могат да се изобразят във всеки пиксел и това е от голямо значение при фотографски снимки и сложни графики. Дълбочината на цвета от своя страна зависи от броя битове, кодиращи цвета, както и от обема на наличната компютърна памет.
В долния пример са зададени различни стойности на RGB цветовата система и съответстващите им цветове.
| - (0, 0, 0) е черно - (255, 255, 255) е бяло - (255, 0, 0) е червено - (0, 255, 0) е зелено - (0, 0, 255) е синьо - (255, 255, 0) е жълто - (0, 255, 255) е циан - (255, 0, 255) е маджента | жълто (255,255,0) | зелено (0,255,0)  | циан (0,255,255)     |
| - (0, 0, 0) е черно - (255, 255, 255) е бяло - (255, 0, 0) е червено - (0, 255, 0) е зелено - (0, 0, 255) е синьо - (255, 255, 0) е жълто - (0, 255, 255) е циан - (255, 0, 255) е маджента | червено (255,0,0) |                   | синьо (0,0,255)      |
| - (0, 0, 0) е черно - (255, 255, 255) е бяло - (255, 0, 0) е червено - (0, 255, 0) е зелено - (0, 0, 255) е синьо - (255, 255, 0) е жълто - (0, 255, 255) е циан - (255, 0, 255) е маджента |                   | червено (255,0,0) | маджента (255,0,255) |